# Ineke De Moortel
Pour les articles homonymes, voir De Morteel.
Ineke De Moortel est une mathématicienne appliquée belge travaillant en Écosse, où elle est professeur de mathématiques appliquées à l'université de St Andrews, directrice de recherche à la School of Mathematics and Statistics de St Andrews et présidente de la Société mathématique d'Édimbourg. Ses recherches portent sur la modélisation informatique et mathématique de la physique solaire (en), et en particulier de la couronne solaire,.

## Formation et carrière
De Moortel a obtenu un master en mathématiques en 1997 à la KU Leuven. Elle a terminé un doctorat en physique solaire en 2001 à l'Université de St Andrews ; sa thèse, intitulée Theoretical & Observational Aspects of Wave Propagation in the Solar Corona, a été supervisée par Alan Hood (en). Elle est restée à St Andrews en tant que chercheuse postdoctorale et chercheuse, y devenant lectrice en 2008 et professeure en 2013. Depuis 2019, elle est membre du comité de rédaction de la revue Monthly Notices of the Royal Astronomical Society.

## Reconnaissance
En 2005, De Moortel est devenue membre de la Royal Astronomical Society. En 2009 elle a reçu le prix Philip-Leverhulme en Astronomie et Astrophysique. Elle a été élue à la Société mathématique d'Édimbourg en 2015 et a précédemment coprésidé sa société affiliée, la Young Academy of Scotland avant de devenir présidente de la Société mathématique d'Édimbourg.